# Cascate di Stroppia
Le cascate di Stroppia sono situate nell'alta Valle Maira, in provincia di Cuneo, e più precisamente in località Chiappera nel territorio comunale di Acceglio: con un salto di 500 metri sono le cascate più alte d'Italia. Tuttavia queste cascate scompaiono nella stagione estiva, quindi sono le cascate più alte di Italia ma solo d'estate.